# Горобець Аліна Василівна
Алі́на Васи́лівна Горобе́ць (нар. 9 лютого 1985, смт. Коцюбинське, Київська область, Українська РСР, СРСР) — українська футзальна тренерка і колишня футзалістка, що грала на позиції нападниці. Найкраща футзалістка світу 2009 року.

## Біографія
Народився 9 січня 1985 року в селищі Коцюбинське в Київській області. Має брата, мати жила окремо, батько — пастор євангельської церкви.
У 6-річному віці пішла до місцевої ЗОШ № 18, яку закінчила у 2002 році. У 2002—2007 рр. здобула вищу освіту у НПУ ім. М. П. Драгоманова за фахом «тренер».

### Ігрова кар'єра
Вихованка футзального клубу «Біличанка», де почала займатися з 8 років. Перший тренер — Володимир Колок. Також захоплювалася малюванням. Мріяла, що її у другому класі віддадуть у спеціальну школу, але обставини склалися по-іншому. Дівчинку у футзальну секцію привела подруга. До того вона грала у дворі у футбол і хокей. Десь у 4-5 класі рік ходила на легку атлетику, але потім повністю присвятила себе футзалу.
1996 року у складі «Біличанки» виграла першість України серед дівчат 1982 року народження.
2000 року, навчаючись у 9 класі, їздила у складі юніорської збірної України з футболу на відбірковий матч чемпіонату Європи з Фарерськими островами.
Під час навчання в 11 класі школи головний тренер «Біличанки» Володимир Колок попросив провести замість нього розминку і після цього дівчина стала суміщати ігрову кар'єру з посадою тренерки у ДЮСШ у Коцюбинському.
Горобець відзначалася забитими м'ячами у фіналах Кубка України 2002 (перемога 3:2 над «Соцтехом») і 2004 років (перемога 3:0 над «Фортуною-Спартак»), а також фіналі Кубка Євразії 2004 року, в якому «Біличанка» обіграла московську команду «Чертаново» 3:0. У цьому ж 2004 році юні вихованки молодої спортсменки перемогли у дитячому футзальному фестивалі «Даруємо радість дітям».
2009 року Горобець у всіх турнірах у складі «Біличанки-НПУ» і збірної України забила 80 голів, віддала 57 гольових передач і отримала звання найкращої футзалістки світу.
За підсумками сезону 2009/10 з показником у 35 голів стала найкращим бомбардиром чемпіонату України. Постійно отримувала пропозиції про перехід до закордонних клубів, переважно з Росії, але залишалася вірна рідній команді.
За 7 років тренерської кар'єри вихованки Горобець неодноразово ставали переможцями першості Київської області, першостей України серед команд дівчат 1993—1994, 1994—1995, 1995—1996 рр. н., серед команд першої і другої ліги України, а також різних всеукраїнських турнірів з футзалу і неодноразово переможцями всеукраїнського футбольного фестивалю «Даруймо радість дітям». Молода тренерка виховала майстрів спорту і завдяки успіхам своїх вихованок у 2010 році стала тренеркою вищої категорії.
У березні 2011 року відкрився офіційний сайт футзалістки.
У серпні 2011 року після 18 років проведених у системі «Біличанки» нападниця перейшла у стан російського чемпіона — «Лагуну-УОР».
Після переходу в російський клуб нападниця відзначила свій дебют хет-триком у першому матчі міжнародного товариського турніру Karshi-CUP, який команда у підсумку виграла. Попри отриману травму, у своєму першому сезоні закордоном українка стала найкращим бомбардиром чемпіонату, а також зробила золотий дубль — виграла чемпіонат і Кубок Росії. в Під час відпустки в Україні проводився Євро-2012, а Горобець в цей час була представницею проєкту «Дорожче Кубка».
У вересні 2012 року Горобець стала володаркою Кубка володарів кубків, забивши 3 голи у 2 матчах турніру і отримавши звання найкращої гравчині турніру. За підсумками цього року українка знову потрапила у десятку претенденток на звання найкращої футзалістки світу.
2015 року українка отримала серйозну травму, після якої необхідна була операцію та реабілітація, тому літом того ж року вона залишила «Лагуну-УОР», повернулася в Україну і завершила ігрову кар'єру.
За час своєї спортивної кар'єри отримала близько 200 грамот та більше 70 медалей.

### Тренерська кар'єра
У перший свій сезон у ролі головної тренерки привела «Біличанку» до 4-го місця у першій лізі, а в наступному виграла бронзові нагороди першої ліги.

### Поза межами спорту
На Різдво 2021 року відкрила власний канал на YouTube.

## Нагороди і досягнення

### Гравець

#### Командні
«Біличанка-НПУ»
- Вища ліга
  -  Чемпіонка (5): 2003/04, 2007/08, 2008/09, 2009/10, 2010/11
  -  Срібна призерка (2): 2004/05, 2006/07

- Кубок
  -  Володарка (6): 2002, 2004, 2008, 2009, 2010, 2011
  -  Фіналістка: 1999/00

- Переможниця міжнародного турніру Кубок Євразії (2): 2004, 2007[25]
- Переможниця міжнародного турніру Thelena Cup, Угорщина (2): 2008, 2009[26]
- Переможниця міжнародного турніру Hétkúti kupa, Угорщина: 2010[27]
- Переможниця міжнародного турніру Six Nation Cup, Угорщина: 2010[28]
- Неодноразова переможниця першостей України серед дівчат 1982-83, 1983-84, 1984-85, 1985-86 рр.н.

 «Лагуна-УОР»
- Вища ліга
  -  Чемпіонка (3): 2011/12, 2012/13, 2014/15
  -  Срібна призерка: 2013/14

- Кубок
  -  Володарка (4): 2011/12, 2012/13, 2013/14, 2014/15

- Переможниця міжнародного турніру European Futsal Women's Cup Winners Cup (Мілан, Італія): 2012
- Переможниця міжнародного турніру Karshi-CUP (Карші, Узбекистан): 2011

#### Особисті
- Найкраща футзалістка світу: 2009
- Найкраща футзалістка світу: 7 місце (2012)[29]
- Найкраща бомбардирка вищої ліги (2): 2009/10 (36 м'ячів), 2010/11 (24 м'ячі)
- Найкраща бомбардирка вищої ліги (1): 2011/12 (26 м'ячів)
- Найкраща бомбардирка Кубка Росії (2): 2013/14 (5 м'ячів), 2014/15 (7 м'ячів)
- Найкраща гравчиня міжнародного турніру Futsal Women's Cup Winners' Cup: 2012[30]
- Найкраща бомбардирка міжнародного турніру Thelena Cup (Угорщина): 2008
- Найкраща бомбардирка турніру «День Перемоги» (Москва, Росія): 2010 (4 м'ячі)[31]
- Найкраща нападниця «Біличанки-НПУ»: 2009[32]
- Рекордсменка «Біличанки» за кількістю зіграних матчів, забитих голів і відданих гольових передач

#### Збірна України
- Переможниця турніру «День Перемоги» (Москва, Росія): 2010
- Срібна призерка турніру «День Перемоги» (Москва, Росія): 2013
- Бронзова призерка турніру «День Перемоги» (Москва, Росія): 2011
- Бронзова призерка турніру у м. Мор, Угорщина: 2011
- Учасниця чемпіонатів світу: 2012, 2013

### Тренер
«Біличанка»
- Перша ліга
  -  Бронзова призерка: 2017/18

## Статистика виступів

### Клубна
| Сезон                   | Команда                 | Чемпіонат               | Чемпіонат | Чемпіонат | Кубок | Кубок | Кубок | Загалом | Загалом |
| Сезон                   | Команда                 | Змаг.                   | Матчі     | Голи      | Змаг. | Матчі | Голи  | Матчі   | Голи    |
| ----------------------- | ----------------------- | ----------------------- | --------- | --------- | ----- | ----- | ----- | ------- | ------- |
| 2002-2003               | «Біличанка»             | Вища ліга               | ?         | 31        | КУ    | ?     | 3     | ?       | 34      |
| 2003-2004               | «Біличанка-НПУ»         | Вища ліга               | ?         | 36        | КУ    | ?     | 6     | ?       | 42      |
| 2004-2005               | «Біличанка-НПУ»         | Вища ліга               | ?         | 32        | КУ    | ?     | 5     | ?       | 37      |
| 2005-2006               | «Біличанка-НПУ»         | Вища ліга               | 16        | 26        | КУ    | ?     | ?     | ?       | ?       |
| 2006-2007               | «Біличанка-НПУ»         | Вища ліга               | ?         | ?         | КУ    | ?     | ?     | ?       | ?       |
| 2007-2008               | «Біличанка-НПУ»         | Вища ліга               | ?         | ?         | КУ    | ?     | ?     | ?       | ?       |
| 2008-2009               | «Біличанка-НПУ»         | Вища ліга               | 16        | 25        | КУ    | ?     | ?     | ?       | ?       |
| 2009-2010               | «Біличанка-НПУ»         | Вища ліга               | 15        | 36        | КУ    | 5     | 7     | ?       | 42      |
| 2010-2011               | «Біличанка-НПУ»         | Вища ліга               | 10        | 24        | КУ    | 4     | 9     | 14      | 33      |
| 2011-2012               | «Лагуна-УОР»            | Вища ліга               | 24        | 26        | КР    | 5     | 7     | 29      | 33      |
| 2012-2013               | «Лагуна-УОР»            | Вища ліга               | 26        | 18        | КР    | 5     | 2     | 31      | 20      |
| 2013-2014               | «Лагуна-УОР»            | Вища ліга               | 22        | 16        | КР    | 4     | 5     | 26      | 21      |
| 2014-2015               | «Лагуна-УОР»            | Вища ліга               | 18        | 13        | КР    | 4     | 7     | 22      | 20      |
| Загалом за «Лагуну-УОР» | Загалом за «Лагуну-УОР» | Загалом за «Лагуну-УОР» | 90        | 73        |       | 18    | 21    | 108     | 94      |

## Особисте життя
Завжди грала під номером 9 через те, що народилася 9 лютого.
Євангельська християнка. З 19 років новорічну ніч проводить на святковому богослужінні, а сам Новий рік зустрічає у молитві. Ще зі школи почала писати вірші на релігійні теми. На початку 2010 року випустила збірку віршів «Із душі в душу», в яку увійшло 66 поезій.
Під час виступів за «Біличанку-НПУ» Горобець ходила по школах як лекторка від благодійної організації «СТОП», яка проводила лекції з профілактики негативних явищ, а також їздила в християнські табори та працювала з дітьми і підлітками з усієї України.
29 червня 2014 року у Києві одружилася з Ігорем Небавою.

### Відеофрагменти
- Голи Аліни Горобець у 2009 році на YouTube